# Marketing de boca a boca
El Marketing de boca en boca (WOM, Word of mouth), también llamado publicidad de boca en boca, se diferencia del "boca a boca" tradicional puesto que este último está influenciado o alentado por organizaciones (por ejemplo, la "siembra" o difusión de un mensaje en cierto ámbito, la gratificación de clientes regulares al participar en WOM o el empleo de "agentes" WOM). Si bien es difícil regularlo, una investigación ha mostrado que hay cuatro vías genéricas para 'manejar' el WOM con propósitos de WOM: 
1. construir una base fuerte del mismo (por ejemplo, niveles suficientes de satisfacción, confianza y compromiso).
2. gestionarlo indirectamente, lo que implica que los administradores tienen una cierta cantidad de control (por ejemplo, publicidad controversial, campañas de reclamo, clubes de membresía para clientes).
3. administrarlo directamente, lo cual tiene mayores niveles de control (por ejemplo, "agentes" de WOM pagados o esquemas de "consigue un amigo". Proconsumer WOM se ha sugerido como contrapeso a la estrategia de boca a boca con motivos comerciales).[2]
4. Las recomendaciones sirven para mantener el WOM. Nacen siempre de la confianza, ya que si alguna persona recomienda algo, es porque tiene confianza en dicha cosa. Igualmente, para ello es necesaria la búsqueda de retención de la información por parte del cliente para que el WOM tenga un recorrido en el tiempo y no "muera" a las pocas horas.

## Historia
George Silverman, un psicólogo, pionero en el marketing de boca a boca cuando creó lo que él llama "mirar por teleconferencia a grupos de influencia" con el fin de involucrar a los psicólogos en el diálogo acerca de nuevos productos farmacéuticos. Silverman notó un interesante fenómeno mientras conducía grupos foco con psicólogos a principio de los años 70. "Uno o dos psicólogos que estaban teniendo buenas experiencias con un fármaco podían influir a un grupo entero de escépticos. ¡Incluso podrían en un grupo entero de ex-prescriptores descontentos que habían tenido experiencias negativas!"
Con la aparición de la Web 2.0, muchas páginas web que iniciaban, como Facebook, YouTube, MySpace, and Digg han usado el buzz marketing para unirse con las redes sociales que habían desarrollado. Con el incremento del uso de Internet como plataforma de investigación y de comunicaciones, el boca a boca se ha vuelto una fuente aún más poderosa y útil para consumidores y vendedores.
En octubre de 2005, el grupo de vigilancia de publicidad Alerta Comercial solicitó a Comisión Federal de Comercio de Estados Unidos emitir lineamientos para vendedores de boca a boca pagados con el fin de revelar su relación y compensación relacionada con la compañía de los productos que están vendiendo. La Comisión Federal de Comercio de Estados Unidos dijo que se investigarían las situaciones en las que la relación entre los vendedores de boca a boca de un producto y el vendedor no se revela y podría influir en la aprobación. La FTC estableció que perseguiría a los infractores caso por caso. Las consecuencias a los infractores pueden incluir órdenes de cesamiento, multas o sanciones civiles.
La firma de investigación PQ Media estima que en 2008, las empresas gastan cerca de $1.54 billones de dólares en marketing de boca a boca. Mientras que el gasto en medios tradicionales de publicidad se está desacelerando, el gasto en marketing de boca a boca creció 14.2 puntos porcentuales en 2008, 30 por cierto de estos en marcas de comida y bebidas. "La práctica de utilizar incentivos como recompensas para afiliados, para motivarlos a recomendar una marca en particular, se basa en el supuesto de que un aumento en los incentivos conducirá también a un aumento comparable en la respuesta favorable, una idea que ha estado en el centro del pensamiento económico tradicional durante décadas. Sin embargo, algunos sicólogos han afirmado que, en condiciones específicas, un aumento de los incentivos puede reducir (en lugar de aumentar) la voluntad de una persona para ejecutar la conducta que se está incentivando. Si se materializa, la posibilidad de que los incentivos extrínsecos puedan disminuir la disposición del consumidor a recomendar una marca favorita podría tener importantes consecuencias teóricas y prácticas en el contexto del "boca a boca" o el "buzz marketing". En 2015, un estudio prueba esa posibilidad en el contexto de un experimento sobre computadoras Apple. Se pidió a los participantes que recomendaran la marca a un amigo (1) en ausencia de recompensa monetaria, y (2) por un pequeño incentivo monetario. Los participantes a los que se les prometió una pequeña recompensa monetaria experimentaron una disminución en la motivación intrínseca y escribieron recomendaciones más breves que aquellos a los que no se les prometió ningún incentivo. Los datos del estudio también sugieren que la calidad de la recomendación puede disminuir cuando se ofrecen incentivos.".
A pesar de la creencia de que la mayoría "de boca a boca" son actualmente en línea, la verdad es todo lo contrario. El Instituto Ehrenberg-Bass para Ciencias del Marketing ha mostrado que para lograr el crecimiento, las marcas deben crear el boca a boca más allá de su núcleo de grupos de fanes -es decir, los vendedores no deben centrarse únicamente en las comunidades como Facebook.[cita requerida] Según Deloite, otras investigaciones han demostrado que 'la mayor parte de la promoción se realiza offline'- en lugar de que suceda en persona. De acuerdo con el Journal of Advertising Research el 75% de todas las conversaciones de los consumidores sobre marcas sucede frente a frente, el 15% ocurre por teléfono y sólo el 10% en línea. Esto está respaldado por investigaciones realizadas por especialistas del WOM, Keller Fay, quienes también afirman que la publicidad en televisión crea la mayoría del boca a boca relacionada con una marca, seguidos por los PR.

## Conceptos

### Zumbido
Zumbido de Marketing o simplemente "buzz" es un término utilizado en el marketing de boca a boca -la interacción de consumidores y usuarios de un producto o servicio provoca la amplificación del mensaje original.  Algunos describen al buzz como una forma de circo mediático entre consumidores, una vaga pero positiva asociación, emoción o anticipación sobre un producto o servicio. "Buzz" positivos es a menudo un objetivo del marketing viral, relaciones públicas y de la publicidad en medios web 2.0. El término se refiere tanto a la ejecución de la técnica de marketing y al resultado de fondo que se consiga. Algunos ejemplos de productos con un fuerte buzz marketing después de su introducción son Harry Potter, Volkswagen New Beetle, Pokémon, beanie babies y el proyecto de la bruja de Blair.

### Efectos virales
El marketing viral y la publicidad viral son palabras de moda referentes a técnicas de marketing que usan redes sociales preexistentes para incrementar el conocimiento de la marca o para alcanzar otros objetivos de marketing (como ventas de productos) a través de procesos de autorreplicación viral, análoga a la propagación de virus o virus informáticos. Esto puede logrado por medio del boca a boca o mejorado por los efectos del Internet. 
Las promociones virales pueden tomar la forma de videoclips, juegos interactivos en flash, publicidad en videojuegos, libros electrónicos, imágenes e incluso mensajes de texto. El objetivo de los mercadólogos interesados en la creación de programas virales exitosos es identificar individuos con un alto potencial social (SNP) -y tener una gran probabilidad de ser tomado por otro competidor- y así crear mensajes virales que alcancen a este segmento de la población. El término "marketing viral" ha sido usado de modo peyorativo para referirse a campañas de marketing de guerrilla -el uso indiscriminado de astroturfuring por internet combinado con publicidad undermarket en centros comerciales para crear la impresión de entusiastas del boca a boca espontáneamente.

### Analizando WOM
Los consumidores pueden promover marcas de boca a boca debido a factores sociales, funcionales y emocionales. 
Investigaciones han identificado trece características que estimulan este tipo de marketing, como son:
1. Edad de la marca en el mercado
2. Tipo de bien
3. Complejidad
4. Conocimiento sobre la marca
5. Diferenciación
6. Relevancia de una marca para una audiencia amplia
7. Calidad -estimada dada a una marca
8. Prima
9. Visibilidad
10. Emoción
11. Satisfacción
12. Riesgo percibido
13. Participación

Esta investigación además encontró que, mientras conductores sociales y funcionales son los más importantes para la promoción a través del WOM online, el conductor emocional predomina offline.
Reglas del Marketing boca a boca
Andy Sernovitz explica en su libro "Buzz Marketing: el poder del boca a boca" que existen 4 reglas para poder usar esta estrategia: 
1. Ser interesante: Es necesario serlo para que las personas quieran hablar de nosotros. Si el servicio que brinda una empresa es estándar y no se diferencia en nada de los demás locales que venden lo mismo que esta empresa ¿Por qué la gente hablaría de una y no de otra? Debe haber algo diferente en la marca si es que deseamos que las personas hablen de ella: algo bueno, un valor agregado. 
2. Simplificar: Ayudemos a las personas a hablar de nuestra marca. Las personas tienen muy poco tiempo últimamente y no quieren gastarlo escribiendo grandes comentarios acerca de la marca, así que hay que darles las herramientas para que puedan hacerlo, como alentarlos a comentar en la página de Facebook, o hablar del valor agregado que tiene su producto. 
3. Hacer feliz a la gente: Un cliente feliz es un cliente satisfecho, y esto hará que pueda llegar a hablar bien de la marca, porque busca compartir esa felicidad con los demás, busca que ese negocio crezca y que sus familiares o amigos lo conozcan. Lo más importante es brindar calidad y una buena experiencia con el producto o servicio para poder hacer feliz al cliente. 
4. Ganarse la confianza y el respeto: Es muy importante, no solo por el servicio que brinda, sino también por lo que proyecta el comportamiento organizacional dentro de la empresa. Nadie va a estar orgulloso o hablar bien de una empresa que trata mal a sus empleados, que los explota o que no les paga a tiempo. La empresa debe ser ética en todos los sentidos para que los clientes estén orgullosos y hablen bien de ella. El comportamiento de cada uno de sus miembros logra que esa empresa destaque por sobre las demás.